# Tomisław z Szamotuł

Herb Nałęcz

Tomisław z Szamotuł herbu Nałęcz (zm. 1294/1295) – wojewoda poznański.

## Życiorys
Tomisław był synem Wincentego z Szamotuł, pochodził z wielkopolskiego rodu Nałęczów; data urodzenia nie jest znana (prawdopodobnie połowa XIII wieku). Pierwszy zapis (z 21 listopada 1279) mówi o nim jako o kasztelanie poznańskim, który to urząd przejął z rąk Piotrka Prandocica po 4 czerwca 1278 roku. Między 13 października 1284 a przed 29 czerwca 1285 roku Przemysł II przeniósł go na palację poznańską, co było prawdopodobnie nagrodą za wsparcie w walce z Zarembami w 1284 roku lub w ogóle za lojalność wobec władcy. Na palacji poznańskiej 25 sierpnia 1286 roku pojawił się znów Beniamin Zaremba, który do 29 czerwca 1287 roku rezydował w Poznaniu; wskazuje to, że Tomisław powrócił na urząd kasztelana poznańskiego.
Tomisław z Szamotuł jako wojewoda poznański pojawia się ponownie w źródłach od 12 maja 1288 do 10 lutego 1293 roku. Przed 19 kwietnia 1293 roku Przemysł II przeniósł go na kasztelanię i sędziostwo gnieźnieńskie. Wcześniej, już w 1284 roku, Przemysł nadał mu szerokie przywileje ekonomiczne i sądowe na jego dobrach wokół Szamotuł, a także na innych, znacznych ziemiach rozproszonych w północnej Wielkopolsce. Zmarł na przełomie 1294/95 roku. Pozostawił czterech synów: Kiełcza, Dobrogosta, Mikołaja i Jana oraz nieznaną z imienia córkę, małżonkę Beniamina Zaremby, wojewody gnieźnieńsko–kaliskiego.